# 怪物

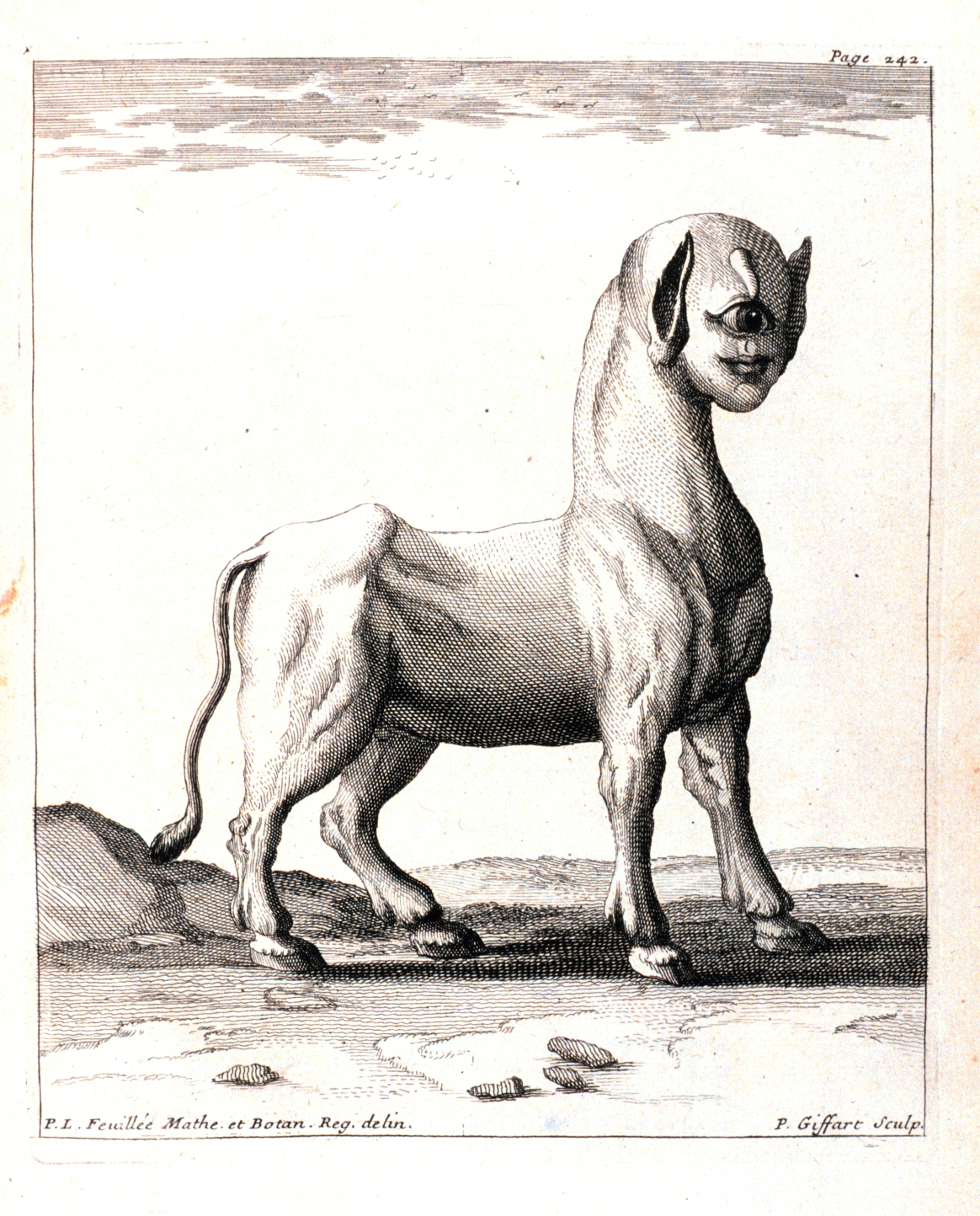
母羊出生的怪物图片（路易斯·菲耶莱繪於17世纪）

怪物指從觀察者的角度看来怪异的事物，可以是外表、性情、思想、行为特殊的人、生物、非生物或超自然的事物以及自然界的奇怪现象。“怪”一字在現在多為指不常見的事物。現代也有作品将『妖怪』和『怪物』、『怪獸』等词语互相翻譯例子。）
有些怪物是神话、传说、民族故事、创作故事的幻想事物包括生物。大部分怪物，在包括外表特征和现实生物大相径庭，与妖怪类似。

## 词源
英语的怪物（monster）词语，字源来自拉丁文的警告（monere）与展现/视觉（monstrare），以及不祥之兆（monstrum）。另说“monster”词源来自古罗马帝国的拉丁语里的“monere”(警告、忠告)，由于以前古罗马认为奇怪的生物代表“神对人发出警告”，所以将“monere”演变成“monstrum”来称呼怪物，后来发展成英语的monster。